# Astragalus frigidus
Astragalus frigidus — вид квіткових рослин родини бобових (Fabaceae). Ареал: Європа (Словаччина, Австрія, Франція, Німеччина, Італія, Норвегія, Польща, Румунія, Росія, Швеція, Швейцарія) й Азія (Китай, Казахстан, Монголія, Сибір).

## Екологія
Росте на скелях, осипах, в насадженнях карликової сосни та на осоках у гірському та альпійському поясах.

## Морфологічна характеристика
Це трав'яниста багаторічна рослина 6–35 см заввишки. Корінь округлий, довжиною понад 1 м. Стебла від прямовисних до висхідних, зазвичай нерозгалужені, від злегка кутастих до округлих, рідко запушені. Листки непарноперисті з 7–15 широкоеліптичними листочками, 5–15 см завдовжки; листочки на коротких ніжках, еліптичні, яйцеподібні або оберненояйцюваті, на верхівці тупі або гострі, 2–3 × 0.5–1.4 см, зверху світло-зелені, знизу сіро-зелені. Прилистки нижніх листків округло-яйцеподібні, верхні — від яйцюватих до довгастих, 10–20 мм завдовжки, від жовто-зелені до зелених, шкірясті. Суцвіття — коротка китиця з 5—20 квітками, квітки з короткою квітконіжкою. Чашечка трубчаста, зелена або часто також червонувата, волосиста, 6–8 мм завдовжки. Віночок 14–17 мм завдовжки, блідо-жовтий. Стручки від яйцюватої до еліптичної форми, 16–20 мм завдовжки, роздуті, з чорнуватим запушенням. Насіння вузькосерцеподібне, від коричневого до сіро-коричневого забарвлення, гладке. Квітне в червні — серпні. 2n=16.